# Bumiputra
Bumiputra o Bumiputera  es un término malayo con el que se designan los diversos grupos étnicos que se consideran como los pueblos indígenas en Malasia, además de incluir la etnia javanesa y Bugis Minangkabaus, así como algunos pequeños grupos étnicos como los Orang Asli y Dayak. Este término viene del sánscrito Bumiputra, que literalmente significa "hijo de la tierra" (bhumi = tierra, suelo, Putra).
En la década de 1970, el gobierno implementó una política económica destinada a favorecer a los bumiputras, para crear oportunidades y reducir las tensiones interétnicas que eran la raíz de la violencia contra los chinos malayos en el Incidente 13 de mayo de 1969. Estas políticas han tenido éxito en la creación de una significativa clase media urbana malaya, pero han sido menos eficaces en la erradicación de la pobreza entre las comunidades rurales. Algunos analistas han observado una reacción de resentimiento de los grupos excluidos, en particular el de los indígenas malayos no musulmanes, Orang Asli, las minorías chinas e indias de Malasia.

## Historia
En el momento de la independencia de Malasia de los británicos en 1957, la población incluía a muchos inmigrantes de primera o de segunda generación que habían llegado para cubrir la mano de obra colonial. Los empresarios chinos, quienes típicamente se asentaron en las zonas urbanas, ha desempeñado un papel significativo en el sector comercial. La Communities Liaison Committee (CLC)  o Comité de Enlace de Comunidades  fue creado en 1949 por los gobernantes británicos de Malasia, consistente en la cúpula de políticos malayos de diferentes comunidades, para abordar cuestiones delicadas, especialmente las relacionadas con el origen étnico, el cual apoyó la promoción de la igualdad económica de los malayos, condicionada a la igualdad política de los no malayos.